# نطاق الأساس

الرسم الطيفي لطاقة النطاق الأساسي بالنسبة للتردد

في معالجة الاتصالات والإشارات يكون نطاق الأساس أو  حزمة الأساس (بالإنجليزية: Baseband)‏ صفةً تصف الإشارة و النظام الذي يقاس مدى تردده من 0 هرتز إلى تردد القطع
(أقصى نطاق ترددي أو أعلى إشارة ). ويستخدم أحيانا كصفة للنطاقات الترددية القريبة من الصفر . النطاق الأساسي يمكن اعتباره عادة كمرادف
لمرشح الترددات المنخفضة.